# Едді Мані
Едді Мані (англ. Eddie Money при народженні Едвард Джозеф Махоні, англ. Edward Joseph Mahoney 21 березня 1949, Бруклін — 13 вересня 2019, Лос-Анджелес, США) — американський рок-співак, автор пісень.

## Життєпис
Едвард Махоні народився у великій ірландській католицькій родині в американському Брукліні і виріс в Плейнеджі на Лонг-Айленді. Його батько, дід і брат працювали в поліцейському управлінні Нью-Йорка, і сам Едді був стажистом поліції Нью-Йорка .
У 1968 році, відслуживши два роки офіцером поліції Нью-Йорка, Махоні залишив службу в правоохоронних органах і зайнявся музикою. Він переїхав до Берклі у Каліфорнії і почав виступати в місцевих клубах .
У 1976 році, після зміни свого прізвища з Махоні на Мані, доля Едді змінилося, коли він познайомився з легендарним промоутером Біллом Гремом при виступі на одному із заходів Грема .
Співак з'явився на музичній сцені в 1970-х роках, в період розквіту популярності альбомного року . Два сингли з його дебютного альбому 1977 року «Baby Hold On» та «Two Tickets to Paradise» відзначилися в чартах.
За словами музичного вебсайту AllMusic, «хоч Мані і не мав видатного голосу, у нього була вправність до створення рок-н-ролу синіх комірців з яскравими захоплюючими мелодіями, який він доносив до слухача з несподіваною ступенем полірованої, радіоздатної витонченості». Коли почалася ера MTV, він, на відміну від багатьох його колег з альбомного року, почав із задоволенням знімати кумедні відеокліпи з сюжетом і зумів залишитися на плаву. Потім, в середині 1980-х років, Мані, що не встояв проти богемного рок-н-рольного стилю життя, борючись з пристрастю до алкоголю і наркотиків, популярність таки втратив. За висловом AllMusic, «протверезівши, він зробив чудове повернення наприкінці 1980-х років» — з такими синглами в першій десятці в США, як «Take Me Home Tonight» і «Walk on Water». Але на початку 1990-х років його популярність остаточно зів'яла .

## Смерть
Едді Мані був завзятим курцем. 24 серпня 2019 року він повідомив, що йому діагностували рак стравоходу четвертої стадії. Він помер від цієї хвороби в своєму будинку в Лос-Анджелесі, 13 вересня 2019 року на 71-у році життя

## Особисте життя
З 1989 року був одружений з Лорі Харріс Едді — батько чотирьох синів і дочки Джесс, яка пішла по стопах батька і стала співачкою.

## Дискографія
- Див. статтю " Eddie Money discography " в англійському розділі.
- Eddie Money (1977)
- Life for the Taking (1978)
- Playing for Keeps (1980)
- No Control (1982)
- Where's the Party? (1983)
- Can not Hold Back (1986)
- Nothing to Lose (1988)
- Right Here (1991)
- Love and Money (1995)
- Ready Eddie (1999)
- Wanna Go Back (2007)